# Ilmen
Ilmen (russisk: Ильмень, tr. Ilmen dansk: ~ lille sø) er en sø i Novgorod oblast i det nordvestlige Rusland i nærheden af den middelalderlige handelsby Novgorod.
Søen har en overflade på 982 km² (kan variere mellem 733 og 2.090 km² afhængig af vandstanden). Vandstanden i Ilmen varierer med op til 7,8 m. Den er 45 km på sin længste led og 35 km på sit bredeste sted. Det største dybde er 10 ca. m; gennemsnitsdybden er 3-4 meter.
Ilmen har 50 større tilløb, hvoraf de fire største er Msta, Pola, Lovat og Sjelon, samt et enkelt afløb, Volkhov, der efter 224 kilometer udmunder i Ladoga, som igen har afløb via Neva til Finske Bugt. Byen Novgorod ligger 6 kilometer neden for søens afløb i Volchov.
Vandtemperaturen i juli er 19-20 °C. Badesæsonen er omkring 90 dage.
I tilknytning til floden forekommer fiskeri, en dæmning med hydroelektrisk kraftværk i Volkhov samt transporter mellem Novgorod, Staraja Russa og Sjimsk.
Søen var tidligere en vital del af handelsruten mellem væringer i nord og Miklagard i syd.
Under anden verdenskrig foregik de vigtige kampe om Demjanskkedlen i søoplandet.

## Galleri
- Søens sydkyst.
- Kort, der viser søen som en del af Volkhovs afvandingsområde.